# High School Musical 3
High School Musical 3 er tredje del Disney Channels populære High School Musical-serie. Filmen kom i biograferne 24. oktober 2008 i USA og 22. oktober 2008 i Storbritannien som den eneste biografudgivede af de tre i High School Musical-serien. Der kommer også en fire, dog kun i fjersynet, med Matt Prokop og Gemma McKenzie-Brown i hovedrollerne. Rygterne siger at Ashley Tisdale som spiller populære Sharpay Evans er med i fireren.

## Skuespiller
| Rolle              | Skuespiller          |
| ------------------ | -------------------- |
| Troy Bolton        | Zac Efron            |
| Gabriella Montez   | Vanessa Hudgens      |
| Sharpay Evans      | Ashley Tisdale       |
| Ryan Evans         | Lucas Grabeel        |
| Chad Danforth      | Corbin Bleu          |
| Taylor McKessie    | Monique Coleman      |
| Kelsie Nielsen     | Olesya Rulin         |
| Zeke Baylor        | Chris Warren Jr.     |
| Jason Cross        | Ryne Sanborn         |
| Martha Cox         | KayCee Stroh         |
| Donny Dion         | Justin Martin        |
| Jimmie Zara        | Matt Prokop          |
| Tiara Gold         | Jemma McKenzie-Brown |
| Frk. Darbus        | Alyson Reed          |
| Træner Jack Bolton | Bart Johnson         |
| Lucille Bolton     | Leslie Wing          |

## Links
- High School Musical 3 på Internet Movie Database (engelsk)
- High School Musical 3 på Filmdatabasen
- High School Musical 3 på Scope
- High School Musical 3 i Svensk Filmdatabas (svensk)
- High School Musical 3 på AlloCiné (fransk)
- High School Musical 3 på MovieMeter (nederlandsk)
- High School Musical 3 på AllMovie (engelsk)
- High School Musical 3 hos American Film Institute (engelsk)
- High School Musical 3 på Turner Classic Movies (engelsk)
- High School Musical 3 på The Movie Database (engelsk)

1. ↑  Navnet er anført på engelsk og stammer fra Wikidata hvor navnet endnu ikke findes på dansk.